# Alexandre Istrati
Alexandre Istrati (* 9. März 1915 in Dorohoi, Rumänien; † 28. Oktober 1991 in Paris) war ein rumänisch-französischer Maler und Vertreter der Nouvelle École de Paris, des Informel und der Lyrischen Abstraktion.

## Leben
Istrati begann mit neun Jahren zu malen. In den Jahren 1932 bis 1937 absolvierte er ein Jurastudium an der Universität von Bukarest, das er 1937 mit dem „diploma de licență“ (BA) abschloss. Parallel dazu studierte er Malerei bei Camil Ressu und erhielt 1938 das Diplom an der Kunstakademie von Bukarest, wo er bis 1947 als Professor unterrichtete. 1939 heiratete er die ebenfalls rumänische Malerin Natalia Dumitresco, eine Schülerin von Franz Sirató an derselben Akademie. Von 1941 bis 1946 stellte er seine Arbeiten vor allem in Bukarest aus.
Istrati und Dumitresco erhielten durch Vermittlung des französischen Instituts von Bukarest vom französischen Staat ein Stipendium für ein weiteres Studium, daher konnten er und seine Frau im Jahr 1947 nach Paris ziehen, wo sie am 9. Oktober am Gare de Lyon ankamen.
Über Georges Théodorescu, einen rumänischen Stipendiaten für Bildhauerei, lernte das Ehepaar den Bildhauer Constantin Brâncuși am 19. Oktober 1947 kennen. Auf seinen Vorschlag hin bezogen sie ein Atelier neben dem seinen in der Impasse Ronsin. In der Zeit ihrer Studien bei André Lhote und an der École des Beaux-Arts besuchten sie den Bildhauer jeden Sonntag. Die freundschaftliche Zusammenarbeit hatte Bestand bis zu seinem Tod im Jahr 1957. Sie wurden seine Alleinerben und erbauten 1958 auf einem ihnen hinterlassenen Grundstück ein eigenes Atelier. Im Jahr 1965 erhielten Istrati und seine Frau die französische Staatsbürgerschaft. Mit Beginn der 60er Jahre entwickelten Istrati und Dumitresco eine freundschaftliche Nähe zu Heinz Fuchs, Direktor der Kunsthalle Mannheim und zur Familie von Margarete Lauter. Die Galerie Lauter förderte seit 1965/66 durch zahlreiche Einzel- und Gruppenausstellungen beide Künstler und machte ihre Werke im deutschen Kulturraum bekannt.

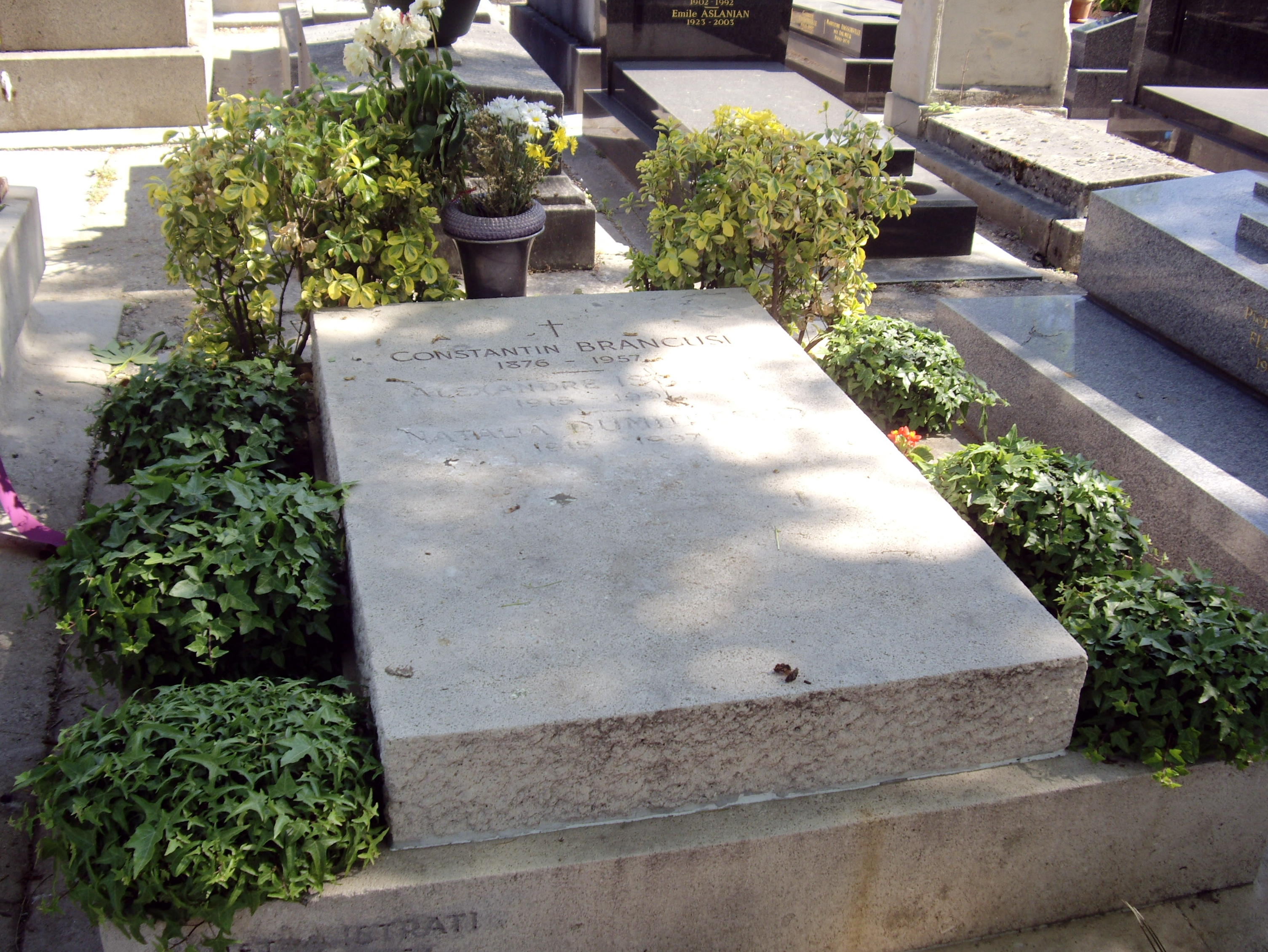
Grabstein auf dem Cimetière Montparnasse von Constantin Brâncuși, Natalia Dumitresco und Alexandre Istrati

Als Universalerben Brâncușis übergab das Ehepaar die Werke seines Ateliers dem französischen Staat. Istrati plante mit seiner Frau zusammen eine Rekonstruktion des Atelier Brâncuși im Centre Georges Pompidou, das 1977 eingeweiht wurde. Zusammen mit Pontus Hultén verfassten sie eine Biografie über ihren Freund Brâncuși, die 1986 veröffentlicht wurde.
Das Ehepaar Natalia Dumitresco und Alexandre Istrati hat, wie auch Constantin Brâncuși, seine letzte Ruhestätte auf dem Friedhof Montparnasse gefunden. Ein gemeinsamer Grabstein trägt ihre drei Namen.

## Werk
Istrati entwickelte in den 40er und frühen 50er Jahren eine Malerei, die auf einem kompositorischen Gerüst aus kompakten Farbformen aufgebaut ist und deren von Linien umrandete Flächen in einem impressionistischen Duktus ausgemalt sind. Einen ähnliche Bildauffassung findet man etwa bei Serge Poliakoff, mit dem Istrati befreundet war und der, wie Istrati, der École de Paris zugerechnet wird. Unter dem Eindruck des amerikanischen Abstrakten Expressionismus und den Drip Paintings von Jackson Pollock beginnt Istrati, die Formen in seiner Malerei konsequent aufzulösen. Linienkürzel, tachistische Pinselführung und gestische Fließformen bestimmen nun immer stärker die Malfläche. Die Farbtöne werden zunehmend dunkler, räumlicher. Zum Ende der 50er Jahre entwickelt Istrati dann ein dualistisches Malprinzip, das für die nächsten Jahrzehnte bestimmend bleiben sollte. Er ordnet seine Bildstruktur nun zunehmend aus linearen Elementen, Formandeutungen oder offenen Linienformationen, die stets in einen Wettstreit mit lyrischen Farbzonen und fließenden Farbflächen treten. So entstehen Kompositionen, die sich am besten als lyrische Farbwelten definieren lassen, stets in einer bestimmten Farbtonalität. Je nach Helligkeit und Farbwahl entstehen so optisch positive oder stimmungsvoll verhaltenere Bildwelten. Manche Bilder erinnern an natürliche Organismen oder biologische Wachstumsformen. In den 60er und 70er Jahren wurde die Farbpalette in seinen Bildern heller. Neben Braun-, Grün- und Gelbtönen kamen nun verstärkt leuchtende Rot-, Gelb- und Blautöne hinzu, verbunden mit dem steigenden Einsatz an geometrischen oder konstruktiven Formelementen. Diese erweiterte Farben- und Formen-Skala blieb Istratis Vokabular bis zu seinen letzten Werken.

## Auszeichnungen
- 1939: Salonul Oficial, Bukarest
- 1953: Prix Kandinsky, Paris
- 1957: Lissone, Mailand
- 1957: Carnegie, Pittsburgh